# Головщик
Головщи́к — чин церковнослужителя в Древней Руси, возглавлявшего певчих каждого из двух клиросов (ликов) монастырского или приходского хора. В больших монастырях, где богослужение совершалось сразу в нескольких храмах, количество головщиков увеличивалось до четырёх и более. В древнерусских женских монастырях монахиня, возглавлявшая хор, носила название — головщи́ца.
Сведения о деятельности древнерусских головщиков сохранились в документах и богослужебных книгах XVI—XVII веков. Начиная с середины XVII века, древнерусское знаменное пение в Русской церкви начали заменять на партесное пение, изменилось и название руководителя хора с головщика на регент. В начале XX века Энциклопедический словарь Брокгауза и Ефрона и Православная богословская энциклопедия определяли термин «головщик» как главный помощник регента, руководитель левым клиросом. В начале XXI века обоих руководителей — как правого, так левого клироса — принято называть «регент». Название «головщик» сохранилось в старообрядчестве, где используется знаменное пение.
Головщик выбирается как лучший певчий на клиросе. Он должен хорошо знать устав церковной службы, хорошо знать крюки, и ему необходимо иметь музыкальный слух и обладать хорошими вокальными данными. Часто головщик выступает в роли канонарха.
В крюковых книгах имеются многочисленные указания, что должен был исполнять тот или иной головщик («первый», «другой»).
Зарплата головщиков и клирошан имела название в древности — «зажилое». В древности головщики, помимо пения на клиросе, занимались переписыванием богослужебных книг. Отдельные головщики известны как герои ратных событий. В июле 1609 года при попытке польских отряда Яна Сапеги взять штурмом Троице-Сергиев монастырь выдающуюся роль в организации обороны обители сыграли головщик правого клироса Паисий Литвинов и головщик левого клироса Гурий Шишкин.
У старообрядцев-беспоповцев головщики часто возглавляют общины.